# Stefan Bötticher
Stefan Bötticher (Leinefelde, 1 februari 1992) is een Duits baanwielrenner.

## Carrière
In 2013 werd Bötticher wereldkampioen sprint door in de finale de Rus Denis Dmitrijev te verslaan. Drie dagen eerder was hij, samen met teamgenoten René Enders en Maximilian Levy, al wereldkampioen teamsprint geworden door in de finale de Nieuw-Zeelandse selectie te verslaan. In 2021 nam hij voor het eerst deel aan de Olympische Spelen die dat jaar werden gehouden in Tokio. Op het onderdeel teamsprint eindigde hij vijfde samen met Timo Bichler en Levy. Bij de volgende Olympische Spelen, die plaatsvonden in Parijs, nam Bötticher eveneens deel aan de teamsprint. Ditmaal werd de Duitse formatie, die naast Bötticher bestond uit Maximilian Dörnbach Luca Spiegel en Nik Schröter, zesde.

## Palmares
| Jaar     | DK                           | EK                           | WK                  | Overig                                 |
| Junioren | Junioren                     | Junioren                     | Junioren            | Junioren                               |
| -------- | ---------------------------- | ---------------------------- | ------------------- | -------------------------------------- |
| 2009     | Keirin · Sprint              |                              | Sprint · Teamsprint |                                        |
| 2010     | Keirin · Sprint · Teamsprint |                              | Sprint · Teamsprint |                                        |
| Beloften |                              |                              |                     |                                        |
| 2011     |                              | Sprint · Teamsprint · Keirin |                     |                                        |
| 2012     |                              | Sprint · Teamsprint · Keirin |                     |                                        |
| Elite    |                              |                              |                     |                                        |
| 2011     | Sprint · Keirin              |                              |                     | WB Cali: Sprint                        |
| 2012     | Sprint · Teamsprint · Keirin |                              |                     | WB Glasgow: Sprint, Teamsprint, Keirin |
| 2013     |                              |                              | Sprint · Teamsprint | Pruszków: Teamsprint                   |
| 2014     | Sprint · Keirin              |                              | Teamsprint          | WB Londen: Sprint                      |
| 2015     |                              |                              |                     | Dudenhofen: Keirin                     |
| 2016     | Geen deelnames               | Geen deelnames               | Geen deelnames      | Geen deelnames                         |
| 2017     | Geen deelnames               | Geen deelnames               | Geen deelnames      | Geen deelnames                         |
| 2018     | sprint · keirin              | keirin · sprint · teamsprint |                     |                                        |
| 2019     | sprint                       |                              | keirin              |                                        |
| 2020     |                              |                              |                     |                                        |
| 2021     |                              |                              | teamsprint          | Olympische Spelen: 5e teamsprint       |
| 2022     | keirin · sprint              |                              |                     |                                        |
| 2023     |                              |                              |                     | Zesdaagse van Berlijn: · sprint        |
| 2024     |                              |                              |                     | Olympische Spelen: 6e teamsprint       |